# Qaanaaq

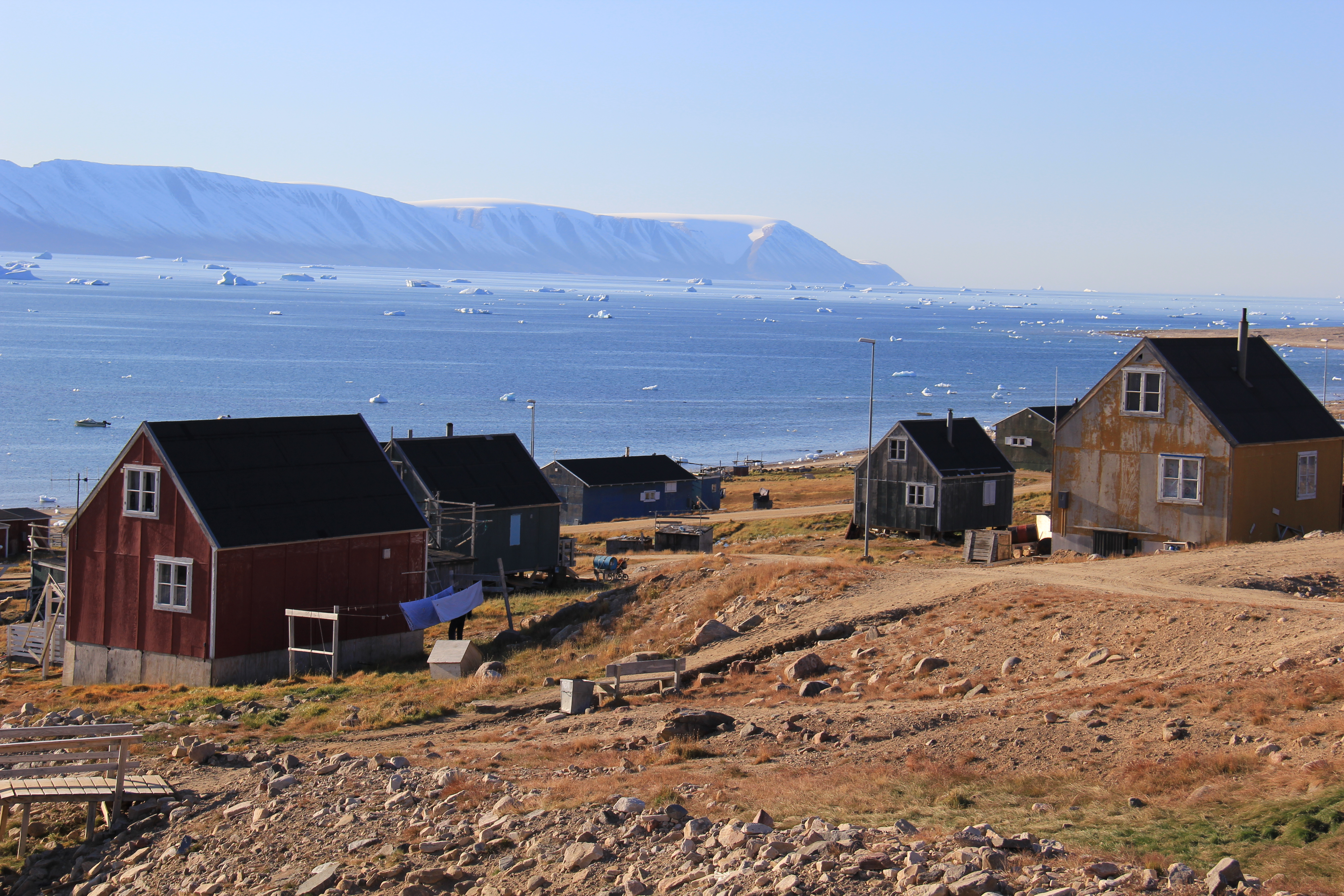
Domy w Qaanaaq, wrzesień 2014

Qaanaaq (wymowa gren.: [qaːnɑːq]), dawniej Thule – miasto w północno-zachodniej Grenlandii, w gminie Avannaata, na Półwyspie Hayesa. Jest zamieszkane przez 678 osób (2011). Jego pierwsza nazwa pochodzi od legendarnej wyspy Thule. W Qaanaaq mieści się stacja badań jonosfery.

## Historia
Qaanaaq zostało założone w 1910 roku. Początkowo była to duńska baza dla wypraw Knuda Rasmussena. Miejscowość znana jest z amerykańskiej bazy wojskowej Thule Air Force Base, w której znajdują się radary amerykańskiego systemu wczesnego ostrzegania. 21 stycznia 1968 w odległości kilkunastu kilometrów od bazy rozbił się B-52 z czterema bombami wodorowymi na pokładzie.

## Populacja
Według danych oficjalnych liczba mieszkańców w 2011 roku wynosiła 678 osób

## Punkty ekstremalne
Qaanaaq jest jedną z najdalej na północ położonych miejscowości świata (77°29'N). Najdalej na północ wysunięta (77°47′N) zamieszkana wieś nazywa się Siorapaluk (87 mieszkańców w 2005 r.) w pobliżu Qaanaaq; jeszcze dalej, 78 km na północny zachód od Siorapaluk znajdowała się – obecnie opuszczona – osada Etah, niegdyś najbardziej wysunięta na północ (78°19'N) wieś. Natomiast obecnie na Spitsbergenie znajduje się osada Ny-Ålesund (78°55'N) jest ona najdalej na świecie wysuniętą na północ funkcjonującą jednostką osadniczą.
Istnieją jednak położone jeszcze dalej na północ stale zamieszkane bazy badawcze w Kanadzie – Alert (82°28'N) i Eureka (80°13'N) – oraz duńska baza wojskowa Nord (81°42'N) na Grenlandii, wykorzystywana latem również jako baza naukowa.